# Holland (hrabstwo La Crosse)
Holland – miasto w Stanach Zjednoczonych, w stanie Wisconsin, w hrabstwie La Crosse.